# منارة رأس بن غوت
منارة رأس بن غوت أو منارة برج فنار أو منارة رأس بنقوت هي عبارة عن منارة من أجل الإشارة البحرية لتشير للبحارة إلى المدخل الغربي لخليج دليس وقرب مينائها. صُنفت ضمن الممتلكات الثقافية المحميّة وطنيّاً في 2015.

## تاريخ

### عموميات
وُضع عدد قليل من الفوانيس البدائية النادرة بالقرب من الملاجئ التي كانت بمثابة ملجأ للمراكب البربرية؛ مثل الفانوس العادي الموجود على البرج العالي في حصن الصخرة. منذ السنوات الأولى للإحتلال الفرنسي، رُكبت شعلات أكثر كفاءة في أكثر النقاط المميزة. وهكذا في عام 1834، قام الفرنسيون بتركيب جهاز بدلاً من فانوس الجزائر العاصمة والذي يتكون من ضوء ثابت يعلوه تاج دوار يحمل 8 مصابيح مع عاكسات مرتبة لإنتاج ضوء كسوف لمدة 30 ثانية. في 30 ثانية.
التقرير الرسمي الأول الذي يتناول إنارة السواحل الجزائرية هو تقرير اللجنة البحرية الجزائرية لعام 1843 الذي يضع تقريراً كاملاً «عن التحسينات التي يجب إجراؤها على الأضواء الموجودة (الجديدة في ذلك الوقت)، للأضواء التي سيتم إنشاؤها. على الفور، يجب إشعال الشعلات بعد ذلك». نفذ على مدار عدة سنوات، مع التعديلات التي فرضها التقدم التقني وتطور الملاحة، والتي قررت لجنة المنارة لعام 1861 أهمها.
عُدلت الأجهزة بشكل دوري بين عامي 1860 و 1900. كان أبرز هذه التحسينات هو استبدال الزيت المعدني بالزيت النباتي في عام 1881 بعد ذلك، من خلال استخدام بعض شعلات المصابيح عند مستوى ثابت. في عام 1902، وُضع برنامج جديد لتحسين الإضاءة الساحلية من خلال إنشاء لجنة بحرية خاصة تبنت برنامجًا للإنجازات يوفر، من بين أمور أخرى، استبدال الأضواء الثابتة الموجودة عن طريق وميض الأضواء الغامضة مع أو بدون قطاعات زاهية الألوان. البرنامج الذي نُفذ بالكامل من 1904 إلى 1908 باستثناء الرصيف الشمالي لميناء الجزائر. في عام 1924 تابع كبير المهندسين لخدمة المنارة المركزية كهربة الأضواء الرئيسية وأضواء الموانئ منذ البعثة العلمية إلى الجزائر.
بالإضافة إلى ذلك، شُغلت أربعة أجهزة راديوية؛ في منارة الأميرالية بالجزائر العاصمة (1931)، في رأس الإبرة (1938)، في رأس كاكسين (1938) وفي رأس ماتيفو (1942). كما خططت الخدمات الفنية لإنشاء أربعة مبانٍ إضافية في غضون فترة زمنية قصيرة في رأس تنس، ورأس بنقوت، ورأس بوقارون، ورأس العسة.

### تاريخ المنارة

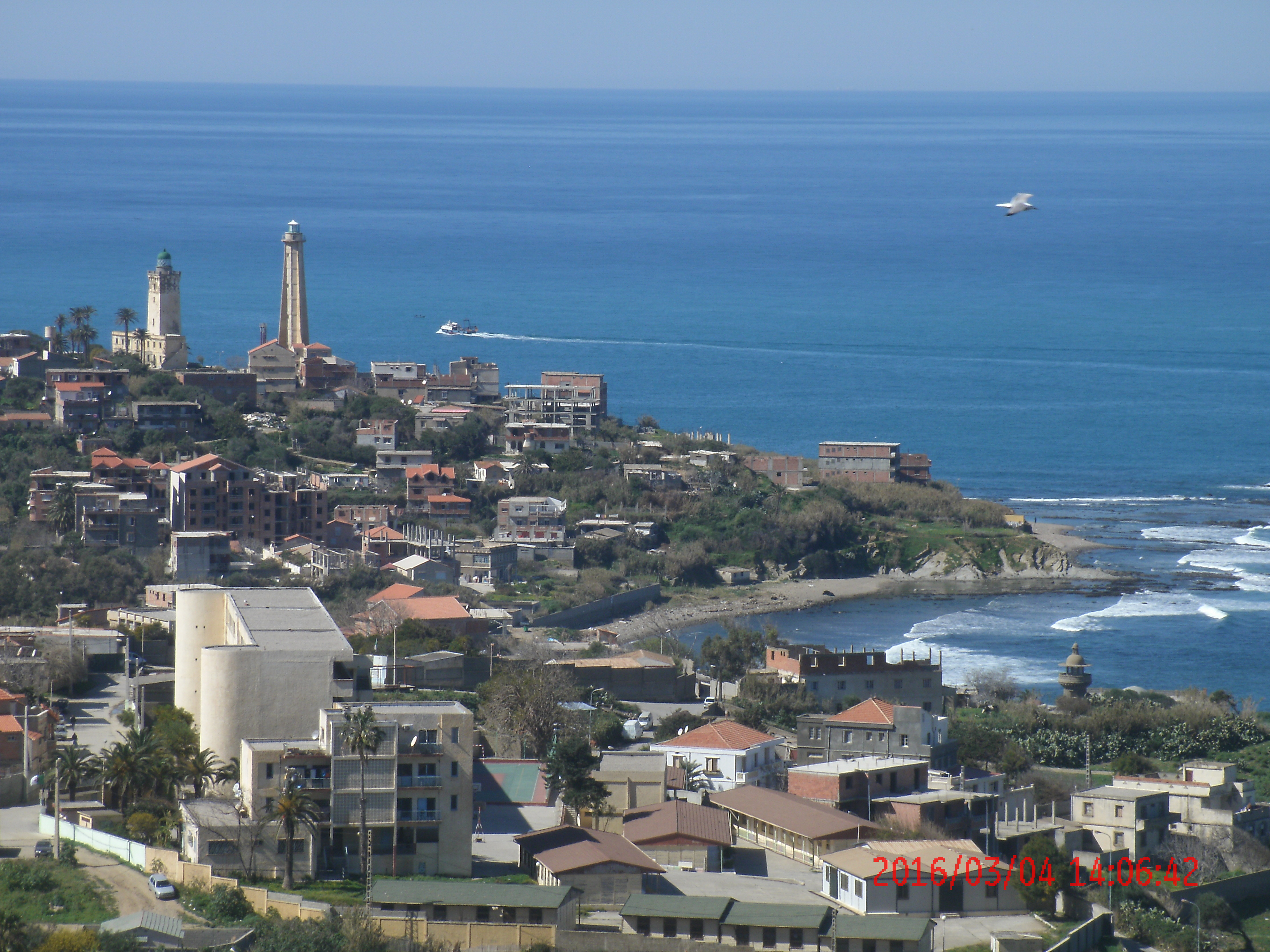
المناراتان فيمن دلس.

أسفر تقرير اللجنة البحرية لعام 1843، الذي تضمن إنشاء المنشآت، عن تركيب مصباح ثابت من الدرجة الأولى في دلس بمدى 25 ميل بحري في عام 1868.
بنيت منارة رأس بنقوت، التي سميت على اسم منشئها المهندس بنقوت، في عام 1881. وذلك بعد تجربة إطلاق المشاعل ليلا من رأس ساحل بوبراك ورأس البساتين ورأس سيدي سليمان فكانت النتيجة إختيار رأس البساتين لإنشاء المنارة ونزعت ملكية القطعة الأرضية من مالكيها من أجل المنفعة العامة وذلك بقرار صادر عن الإدارة الفرنسية سنة 1873 وهي نفس السنة التي انطلقت فيها أشغال الإنجاز وتمت سنة 1881.
وتوجد رواية أخرى أن الاسم هو لنصراني تنكر بزي النساك المسلمين الصالحين وتولى الإمامة في دلس.
بعد أن فجّرها مسلّحون بقنبلة في 22 فبراير 1994 أثناء العشرية السوداء، تضرر بعض من أجزائها، وزعزعت جدرانها وأساساتها، فتوّقّفت عن النشاط قرابة 6 سنوات. ولم تلبث أن تعرضت للزلزال العنيف الذي هز بومرداس في 2003 والذي يُعدّ الأقوى في الجزائر بعد زلزال الأصنام عام 1981؛ حيث بلغت قوّته 7.3 درجاتٍ وخلّف قرابة 3500 قتيل، حيث أتى على الأجزاء القديمة من المنارة، وأحدث تصدّعات بالغةً، مما توجب إيقافها نهائيًا عن النشاط. ويُنتظر إعادة تأهيلها لتحويلها إلى متحف.
بنيت منارة جديدة على ارتفاع سبعة أمتار في مكان قريب وتم تشغيلها سبتمبر 2010؛ وهي المنارة الوحيدة التي بنيت بعد استقلال البلاد عام 1962.

## مميزات
وقد شيدت المنارة في منطقة «الحدائق الساحرة» أو «البساتين» غرب مركز المدينة العتيقة والمحاذي لشاطئ لاكيواز، وهي أعلى نقطة في المنطقة فوق مستوى سطح البحر. يُطلق عليه أيضًا برج الفنار من قبل السكان المحليين، ويعتبر من أجمل الأماكن في البلاد. هندستها المعمارية مستوحاة من مآذن المساجد وفق النمط المعماري الأندلسي. ويحدها من الشرق الميناء والقطاع المحمي لقصبة دليس القديمة، ومن الغرب قلعة قديمة.
شُيّد المبنى من الداخل بالرخام، ويضمّ مجموعةً من المقتنيات النادرة؛ من بينها:«أجهزة إنارة للنجدة، وملتقط كهربائي، وهيكل دائري يدور على إناء زئبقي، وعتاد مراقبة الدوران، وأجهزة لشحن المصباح، ومصباح غازي ومعبِّئ مصابيح، وعدسة شبكية عاكسة، وجهاز تحديد اتجاهات الرياح، وأُخرى لحماية البرج من الصواعق»
استبدل بهيكل بدون اهتمام معماري كبير والذي يقدم نفسه برجًا خرسانيًا أسطوانيًا يعلوه فانوس مع الصيانة الداخلية.
تُوفر الإضاءة بواسطة ضوء أبيض بمعدل 6 ومضات لكل 20 ثانية بمدى 29 ميل بحري أو 54 كم.

## روابط خارجية
- موقع الديوان الوطني للإشارات البحرية